# Раздольное (Корсаковский городской округ)
Раздо́льное — село в Корсаковском городском округе Сахалинской области России.

## География
Село находится на расстоянии 3 км от города Корсаков, административного центра округа.

## История
В 1907—1945 годах принадлежало японскому губернаторству Карафуто и называлось Охата (яп. 大畑). После передачи Южного Сахалина СССР селу 15 октября 1947 года возвращено старое русское название.

## Население
| 2002 | 2010 | 2013 | 2021 |
| ---- | ---- | ---- | ---- |
| 599  | ↘578 | ↘565 | ↘540 |

### Половой состав
Согласно результатам переписи 2002 года, в селе проживало 599 человек (286 мужчин и 313 женщин).

### Национальный состав
Согласно результатам переписи 2002 года, в национальной структуре населения русские составляли 86 % из 599 чел.

## Улицы
- ул. Аграрная,
- ул. Заречная,
- ул. Овражная,
- ул. Окружная,
- ул. Школьная.